# Monoblastozoa
Monoblastozoa là một ngành động vật chỉ chứa một loại duy nhất là Salinella salve. Loài này thuộc loại nomen dubium (tức là tên bị đáng ngờ), là động vật rất đơn giản và có thể nó không tồn tại, nhưng nó vẫn được các nhà khoa học đặt tên và nó là loài duy nhất thuộc ngành Monoblastozoa. Được Johannes Frenzel phát hiện vào năm 1892 trong các bãi muối (salt pan) ở Argentina và được nuôi cấy trong phòng thí nghiệm của ông ấy. Loài động vật này không được tìm thấy kể từ đó và sự tồn tại của nó cũng bị nghi ngờ (nomen dubium). Michael Schrödl đến từ Bộ sưu tập Động vật học của bang Bavarian ở Munich đã tham gia vào dự án để tìm kiếm Salinella ở Argentina.

## Mô tả
Theo mô tả của Frenzel, Salinella salve có tổ chức hơn động vật nguyên sinh (Protozoa), nhưng cơ thể nó còn rất đơn giản so với sinh vật đa bào. Đặc trưng của loài này là phần trước/sau và có nhiều lông rung, đặc biệt ở quanh miệng và hậu môn của chúng. Nó chỉ có một lớp tế bào và sinh sản vô tính bằng cách phân đôi (sinh sản phân đôi) thành nhiều đoạn để hình thành cá thể mới. Mặc dù, sinh sản hữu tính cũng có thể xảy ra, nhưng Frenzel không quan sát được các bằng chứng cho thấy chúng sinh sản hữu tính.